# 野荞麦
野荞麦（学名：Polygonum nepalense），又名尼泊尔蓼，为蓼科蓼属下的一个种。